# Ozmánbük
Ozmánbük je vas na Madžarskem, ki upravno spada pod podregijo Zalaegerszegi Županije Zala.